# Elżbieta Baniewicz
Elżbieta Joanna Baniewicz (ur. 1949) – polska krytyk teatralna związana z miesięcznikiem Twórczość, doktor nauk humanistycznych w zakresie literaturoznawstwa i autorka książek biograficznych. 

## Życiorys
Jest absolwentką polonistyki na Uniwersytecie Warszawskim i Studium Literacko-Teatralnego przy Państwowej Wyższej Szkole Teatralnej im. Aleksandra Zelwerowicza w Warszawie. W 2009 roku na Wydziale Filologicznym Uniwersytetu Wrocławskiego otrzymała stopień doktorski na podstawie rozprawy pt. Erwin Axer - słowo i myśl, promotorem pracy był profesor Andrzej Żurowski, a recenzentami Małgorzata Leyko i Janusz Degler. Wykłada na Wydziale Aktorskim Państwowej Wyższej Szkoły Filmowej, Telewizyjnej i Teatralnej im. Leona Schillera w Łodzi. 
Pracowała jako kierownik literacki w Teatrze Ziemi Pomorskiej w Grudziądzu (1972−1973) oraz Teatrze Ziemi Mazowieckiej w Warszawie (1973−1975). W latach 1976−1982 była radcą w Ministerstwie Kultury i Sztuki. Od 1972 roku publikowała m.in. w „Teatrze” (którego redaktorką była w latach 1982−1989), „Kulturze”, „Thèâtre en Pologne”. Współpracuje także z pismami zagranicznymi: nowojorskim - „Performing Art Journal”, kalifornijskim - „Theatre Journal”, zurychskim - „Individuälitat, Das Magazine”. 
Od 1990 roku kieruje działem teatralnym miesięcznika „Twórczość”; zasiada w Sekcji Krytyków Teatralnych Polskiego Ośrodka Międzynarodowego Instytutu Teatralnego. 

## Nagrody i odznaczenia
- 2013: „Pióro Fredry” za wydaną przez Wydawnictwo Marginesy biografię pt. Gajos[7].

- 2015: Brązowy Medal Zasłużony Kulturze Gloria Artis w dziedzinie literatury[8][9].

## Publikacje
- Kazimierz Kutz – z dołu widać inaczej, Wydawnictwo Artystyczne i Filmowe, 1994.
- Anna Dymna – ona to ja, Twój Styl, 1997.
- Kazimierz Kutz, Wydawnictwo Iskry, 1999.
- Lata tłuste czy chude? Szkice o teatrze z lat 1990–2000, Errata, 2000.
- Janusz Gajos – nie grać siebie, Świat Książki, 2003.
- Erwin Axer – teatr słowa i myśli, Wydawnictwo Literackie, 2010.
- Dziwny czas. Szkice o teatrze z lat 2000–2012, Instytut Książki, 2012.
- Gajos, Wydawnictwo Marginesy, 2013.
- Dymna, Wydawnictwo Marginesy, 2014.
- Dżanus. Dramatyczne przypadki Janusza Głowackiego, Wydawnictwo Marginesy, 2016.